# Kuch Kuch Hota Hai
Kuch Kuch Hota Hai, também representado pelas iniciais KKHH (Brasil: Quando Surge o Amor ), é um filme indiano de 1998 que lançou Karan Johar como escritor e diretor. O filme é estrelado pelos astros de Bollywood Shah Rukh Khan, Kajol e Rani Mukerji e conta com a participação especial de Salman Khan.

## Sinopse
Rahul Khanna (Shah Rukh Khan) perde sua esposa, Tina (Rani Mukerji), depois que ela dá à luz a sua filha, Anjali Khanna. Com a ajuda da sua mãe Rahul criou a filha. Antes de vir a falecer, Tina escreveu oito cartas para a filha, para serem entregues a ela em cada aniversário. Quando seu oitavo aniversário chega, Anjali lê a última e mais importante carta que sua mãe lhe deixou, essa carta conta a história de Rahul, Tina e Anjali Sharma (Kajol).
O filme em um momento de flashback e volta para o St. Xavier's College, onde Rahul é o melhor amigo da travessa Anjali Sharma. Tina, a filha rica e atraente do diretor da faculdade, Sr. Malhotra, chega a St. Xavier e torna-se amiga de Rahul e Anjali. Rahul constatemente tenta flertar com Tina para conquistá-la. Com o passar do tempo, eles se apaixonam. Depois de Rahul afirmar que "amor significa amizade" (frase de destaque no filme e que ficou famosa na Índia), Anjali lentamente começou a perceber que estava apaixonada por Rahul. No entanto, quando ela decidiu confessar seus sentimentos, Rahul revelou que estava apaixonado por Tina. Arrasada e com o coração partido, Anjali decide deixar a faculdade.
Retornando ao presente, Tina explica em sua carta que percebeu que ela pode ter sido o motivo de Rahul e Anjali Sharma não terem ficado juntos. Agora que Rahul está sozinho, Tina pede a sua filha que ela una Rahul e Anjali, trazendo de volta o amor e amizade perdida dele. Anjali, a filha, pede a ajuda de seus avós para tentar cumprir essa tarefa, que topam a missão. Eles só não contavam que a outra Anjali, a amiga do Rahul, estaria noiva do Aman (Salman Khan).

## Elenco
- Shah Rukh Khan como Rahul Khanna
- Kajol como Anjali Sharma
- Rani Mukerji como Tina Malhotra/Khanna
- Salman Khan como Aman Mehra
- Sana Saeed como Anjali Khanna, filha de Tina e Rahul
- Farida Jalal como Sra. Savitha Khanna, mãe de Rahul
- Anupam Kher como Diretor Malhotra, pai da Tina
- Archana Puran Singh como a Sra. Braganza
- Reema Lagoo como Sra. Sharma, mãe da Anjali
- Himani Shivpuri como Rifat Bi
- Johnny Lever como Coronel Almeida
- Parzan Dastur como Silent Sardarji
- Neelam Kothari como Neelam, apresentadora do programa de TV

## Produção

### Desenvolvimento
Karan Johar estava certo desde o início que queria escalar Shah Rukh Khan para o papel principal, tendo-o observado durante a produção do clássico indiano Dilwale Dulhania Le Jayenge.  Demorou mais para preencher o papel de Tina. O papel foi escrito com Twinkle Khanna em mente, mas ela recusou.  Outras atrizes como Aishwarya Rai e Karisma Kapoor receberam a oferta do papel, mas também recusaram.  Aditya Chopra e Shah Rukh Khan notaram a atuação de Rani Mukerji em Raja Ki Aayegi Baraat, e a sugeriu a Karan Johar. Ele assim a contratou, impulsionando sua carreira. Saif Ali Khan, Ajay Devgn e outros receberam inicialmente o papel de Aman, mas todos eles recusaram, o que levou Johar a contratar Salman Khan.
Johar, que também é figurinista, queria estabelecer um novo nível de estilo no cinema indiano com este filme. Ele e seu amigo Manish Malhotra, o figurinista do filme, viajaram a Londres para comprar figurinos, para desespero de seu pai que também era o produtor pois estava preocupado com o orçamento. Muitos dos figurinos do filme exibiam logotipos de designers como DKNY e Polo.  Além da moda dos estilistas, Johar também criou um mundo um tanto fantástico onde os alunos falavam Hinglish (mistura de Hindi e Inglês) e desfrutam de um campus universitário imaculado, onde não há crime ou ódio, e os valores tradicionais do hinduísmo são generalizados. Johar também contratou Farah Khan para fazer a coreografia, Jatin-Lalit para fornecer a música, Santosh Thundiyil como diretor de fotografia e Nikhil Advani como seu diretor associado. Shabina Khan ajudou Manish Malhotra com o figurino.

### Filmagens
As filmagens tiveram início em 21 de outubro de 1997. A equipe era jovem e inexperiente ao ponto de Shah Rukh Khan ter que explicar detalhes técnicos básicos da filmagem. O filme inteiro foi rodado em nove meses e meio com uma grande parte filmado nas Ilhas Maurício.  A canção-título foi gravada em vários locais pitorescos na Escócia,  incluindo Eilean Donan, Glen Coe, Loch Lomonde o Castelo Tantallon com o Bass Rock próximo como plano de fundo em uma cena.  As cenas do acampamento de verão em Shimla foram filmadas em Wenlock Downs em Ooty, Tamil Nadu.
Durante a sequência da bicicleta na canção "Yeh Ladka Hai Deewana", Kajol perdeu o controle de sua bicicleta, caiu de cara no chão e ficou inconsciente e também machucou o joelho. Durante o bastidores promocionais do especial de TV Kuch Kuch Hota Hai, Kajol disse que o acidente foi sua parte mais memorável nas filmagens porque ela não se lembra dele.  Durante a preparação para a cena de reencontro onde os dois protagonistas se veem depois de mais de 8 anos separados, o diretor disse a eles para improvisar e ensaiar as reações que poderiam usar, mas ele secretamente as gravou e ficou tão satisfeito com o resultado que foi colocado no filme.

## Trilha Sonora
Algo bem peculiar dos filmes indianos são as trilhas sonoras que compõe o filme, sendo elas parte integrada do enredo. A trilha sonora de Kuch Kuch Hota Hai foi composta por Jatin-Lalit e as letras foram escritas por Sameer. Esta foi a primeira colaboração da dupla com Karan Johar. Foi lançado pelo selo Sony Music em 12 de setembro de 1998. O álbum se tornou a trilha sonora de Bollywood mais vendida do ano.  A trilha sonora completa ficou em segundo lugar em pesquisa semelhante conduzida pela BBC , sendo o primeiro lugar ocupado por Dilwale Dulhania Le Jayenge, álbum também composto por Jatin-Lalit.

## Bilheteria
O filme arrecadou ₹ 80,12 crore (US $ 11 milhões) na Índia e US $ 6,3 milhões ( ₹ 26,61 crore ) em outros países, para um total mundial de ₹ 1,06 bilhão (US $ 15 milhões), contra a sua ₹ 10 crore (US $ 1,4 milhões) do orçamento , e se tornou o terceiro filme a arrecadar mais de 1 bilhão de dólares (US $ 14 milhões) em todo o mundo depois de Hum Aapke Hain Koun..! e Dilwale Dulhania Le Jayenge.